# Халакі
Халакі (перс. خالكي) — село в Ірані, у дегестані Лулеман, у бахші Кучесфаган, шагрестані Решт остану Ґілян. За даними перепису 2006 року, його населення становило 268 осіб, що проживали у складі 95 сімей.

## Клімат
Середня річна температура становить 14,42°C, середня максимальна – 28,56°C, а середня мінімальна – -0,65°C. Середня річна кількість опадів – 1205 мм.
| Клімат поселення                              | Клімат поселення | Клімат поселення | Клімат поселення | Клімат поселення | Клімат поселення | Клімат поселення | Клімат поселення | Клімат поселення | Клімат поселення | Клімат поселення | Клімат поселення | Клімат поселення | Клімат поселення |
| Показник                                      | Січ.             | Лют.             | Бер.             | Квіт.            | Трав.            | Черв.            | Лип.             | Серп.            | Вер.             | Жовт.            | Лист.            | Груд.            |                  |
| Середній максимум, °C                         | 8,32             | 9,02             | 11,77            | 17,84            | 21,81            | 25,44            | 28,56            | 28,15            | 24,99            | 21,04            | 16,41            | 12,11            |                  |
| Середня температура, °C                       | 3,83             | 4,52             | 7,26             | 13,34            | 17,31            | 20,94            | 24,31            | 23,90            | 20,73            | 16,79            | 12,16            | 7,86             |                  |
| Середній мінімум, °C                          | −0,65            | 0,02             | 2,78             | 8,85             | 12,82            | 16,46            | 20,07            | 19,64            | 16,47            | 12,54            | 7,91             | 3,60             |                  |
| Норма опадів, мм                              | 120              | 98               | 89               | 47               | 46               | 32               | 32               | 63               | 137              | 211              | 182              | 148              |                  |
| Середньомісячна швидкість вітру, м/с          | 2.32             | 2.41             | 2.40             | 2.37             | 2.40             | 2.60             | 2.60             | 2.31             | 2.10             | 2.15             | 2.00             | 2.08             |                  |
| Середньомісячна сонячна радіація, кДж/м²·день | 6864             | 8960             | 10906            | 15531            | 19838            | 21876            | 22621            | 19032            | 15495            | 10730            | 8528             | 6559             |                  |
| --------------------------------------------- | ---------------- | ---------------- | ---------------- | ---------------- | ---------------- | ---------------- | ---------------- | ---------------- | ---------------- | ---------------- | ---------------- | ---------------- | ---------------- |
| Джерело:                                      |                  |                  |                  |                  |                  |                  |                  |                  |                  |                  |                  |                  |                  |